# PDW

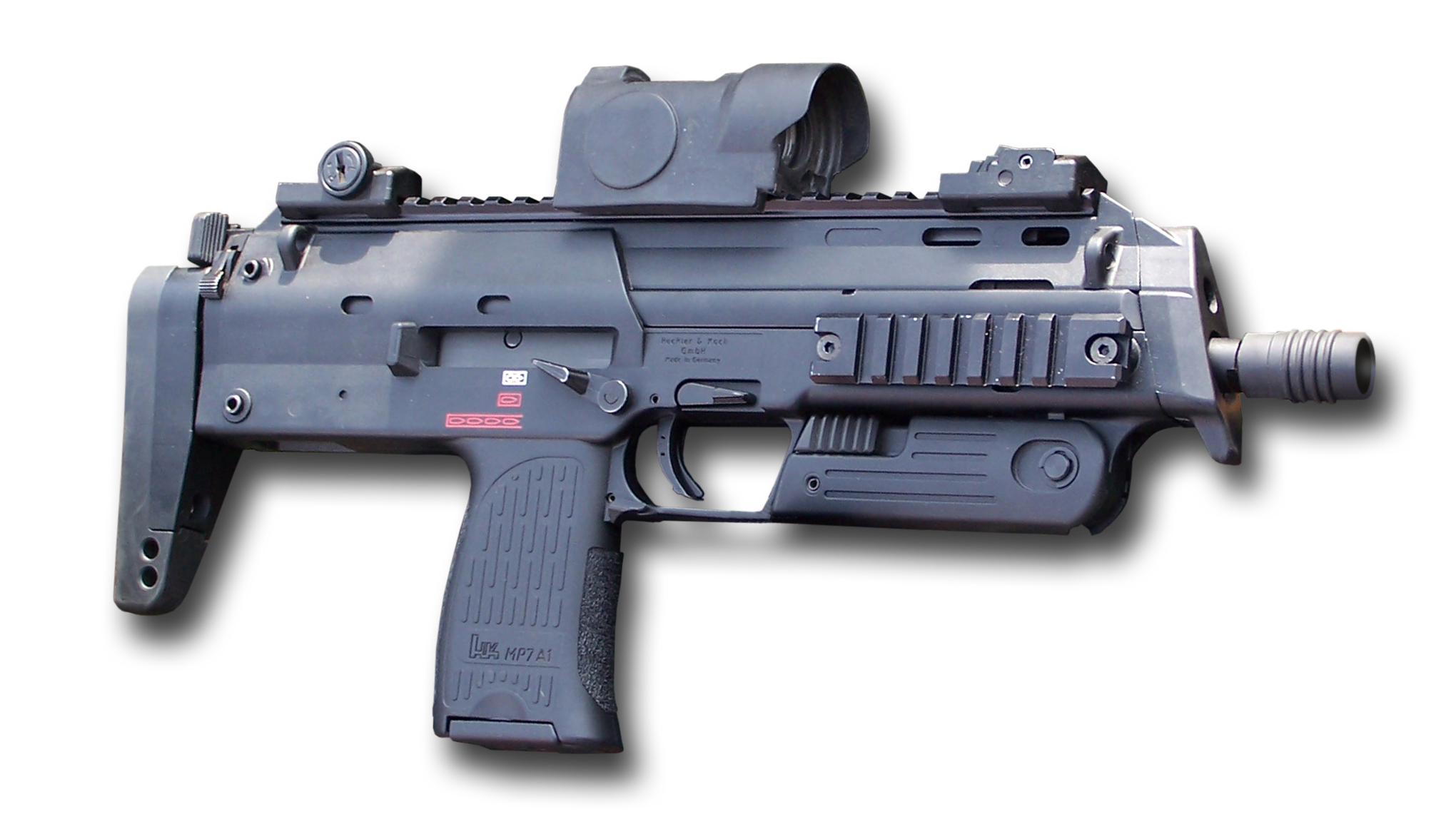
MP7A1, niemiecki pistolet maszynowy klasy PDW

Broń klasy PDW (ang. personal defense weapon, pol. „broń ochrony osobistej”) – pochodzący z języka angielskiego termin określający rodzaj indywidualnej broni strzeleckiej przeznaczonej do samoobrony i walki na krótkich dystansach, w formie kompaktowego pistoletu maszynowego, jednak najczęściej wykorzystującego silniejszą amunicję, stanowiąc tym samym rozwiązanie pośrednie pomiędzy pistoletem maszynowym a subkarabinkiem. Względem standardowych pistoletów maszynowych broń klasy PDW charakteryzuje się zazwyczaj większym zasięgiem oraz zdolnością penetracji opancerzenia indywidualnego (np. kamizelek kuloodpornych).

## Historia
Pod koniec lat 80. XX w., wobec rosnącej popularności kamizelek kuloodpornych, osiągi standardowych pistoletów maszynowych okazywały się niewystarczające, a zdolność obalenia przeciwnika dysponującego osłoną balistyczną, zwłaszcza z dużych odległości, była bardzo niska. Dlatego też, powstała idea stworzenia broni łączącej w sobie zarówno zalety subkarabinków (zasięg oraz energia początkowa pocisku), jak i pistoletów maszynowych (niewielkie rozmiary i waga), która mogłaby być wykorzystywana w charakterze broni przeznaczonej do samoobrony dla załóg pojazdów, obsługi broni zespołowej, oddziałów inżynieryjnych itp.

## Opis

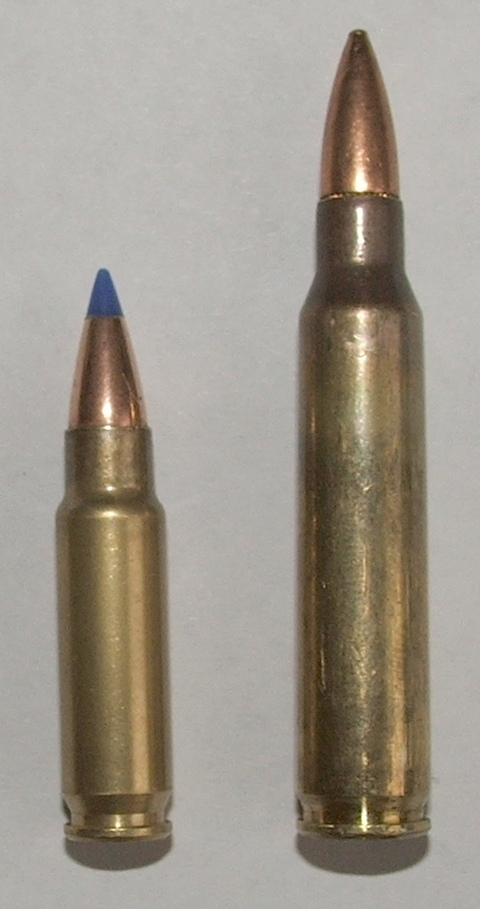
Porównanie specjalnego naboju pistoletowego 5,7 × 28 mm stosowanego w PDW (po lewej) oraz naboju pośredniego 5,56 × 45 mm (po prawej)

W broni klasy PDW stosuje się najczęściej specjalną małokalibrową amunicję pistoletową z ostrołukowym pociskiem, która swoją budową zbliżona jest do nowoczesnej amunicji pośredniej stosowanej w karabinkach automatycznych. Taka konstrukcja naboju sprawia, iż ma on znacznie lepsze właściwości balistyczne względem standardowych naboi pistoletowych, zapewniając większy zasięg, celność i zdolność penetracji pancerza. Jednocześnie niższa energia tego typu amunicji względem amunicji pośredniej zapewnia mniejszy odrzut ułatwiając prowadzenie celnego ognia seriami na krótkich dystansach.
Za przykład amunicji stosowanej w broni klasy PDW może posłużyć nabój 5,7 × 28 mm stosowany w pistolecie maszynowym P90 oraz pistolecie FN57, oraz nabój 4,6 × 30 mm, którym zasilany jest pistolet maszynowy MP7. Do zasilania tego typu broni wykorzystywana jest również amunicja pistoletowa o tradycyjnej konstrukcji, jednak o zwiększonej energii jak np. nadciśnieniowe wersje naboju 9 × 19 mm Parabellum (oznaczane jako „+P” lub „+P+”) stosowane przykładowo w pistoletach maszynowych PP-19 Bizon i PP-2000.